# Adapins
Els adapins (Adapinae) són una subfamília extinta de primats de la família dels adàpids que visqueren a Euràsia durant l'Eocè. Se n'han trobat restes fòssils a Alemanya, Espanya (incloent-hi el Roc de Santa i Sossís, al Pallars Jussà, i Sant Jaume de Frontanyà, al Berguedà) França, el Regne Unit, Suïssa i la Xina. Les espècies d'aquest grup tenien una fórmula dental de {\displaystyle {\tfrac {2.1.4.3}{2.1.4.3}}} i una anatomia postcranial molt diferent de la que presentaven els altres adapiformes. Eren animals quadrúpedes que no saltaven particularment bé. En canvi, sí que eren bons grimpadors.